# Santandercito
Santandercito ist ein Corregimiento im kolumbianischen Departamento Cundinamarca. Santandercito ist der größte Ort in der Gemeinde San Antonio del Tequendama. Er liegt zwischen 1600 und 2100 Metern hoch und hat 906 Einwohner (Stand 2005). Santandercito liegt am südlichen Ufer des Río Bogotá, etwa 45 Kilometer von der kolumbianischen Hauptstadt Bogotá entfernt.
Der Kernort liegt auf einer Höhe von 1750 m. Das Klima ist gemäßigt, die Durchschnittstemperatur beträgt ca. 20 °C. In der Region wird in den letzten Jahren in großem Umfang Wermut angebaut.